# World Women’s Snooker Tour 2019/2020
World Women’s Snooker Tour 2019/2020 – seria turniejów snookerowych kobiet, organizowanych przez World Women’s Snooker, rozgrywanych między 17 czerwca 2019 a 2 lutego 2020.

## Kalendarz
W związku z wybuchem pandemii COVID-19 zaplanowane na czerwiec, w ramach Festival of Women’s Snooker, mistrzostwa świata na sześciu i dziesięciu czerwonych w Leeds, jak również mistrzostwa świata w Bangkoku nie odbyły się.
| Daty       | Daty       | Gospodarz | Turniej                                    | Typ           | Miejsce                                | Miasto    | Zwyciężczyni                        | Finalistka                          | Wynik                               | Przypisy                            |
| ---------- | ---------- | --------- | ------------------------------------------ | ------------- | -------------------------------------- | --------- | ----------------------------------- | ----------------------------------- | ----------------------------------- | ----------------------------------- |
| 2019-08-17 | 2019-08-17 | Anglia    | Women’s Tour Championship                  | nierankingowy | Crucible Theatre                       | Sheffield | Reanne Evans                        | Ng On Yee                           | 1-0                                 | [ 3 ] [ 4 ] [ 5 ]                   |
| 2019-09-14 | 2019-09-15 | Anglia    | UK Women’s Championship                    | rankingowy    | Northern Snooker Centre                | Leeds     | Reanne Evans                        | Maria Catalano                      | 4-2                                 | [ 6 ] [ 7 ] [ 8 ]                   |
| 2019-10-17 | 2019-10-20 | Australia | Australian Women’s Snooker Open            | rankingowy    | Mt Pritchard & District Community Club | Sydney    | Jessica Woods                       | Taylor Meyer                        | 4-0                                 | [ 9 ] [ 10 ] [ 11 ]                 |
| 2019-11-23 | 2019-11-24 | Anglia    | Women’s Masters                            | rankingowy    | Frames Sports Bar                      | Coulsdon  | Reanne Evans                        | Ng On Yee                           | 4-2                                 | [ 12 ] [ 13 ] [ 14 ]                |
| 2020-01-31 | 2020-02-02 | Belgia    | Belgian Women’s Open                       | rankingowy    | The Trickshot                          | Brugia    | Ng On Yee                           | Reanne Evans                        | 4-2                                 | [ 15 ] [ 16 ] [ 17 ]                |
| 2020-06-03 | 2020-06-06 | Anglia    | Women’s World 10-Reds Championship         | rankingowy    | Northern Snooker Centre                | Leeds     | Odwołane z powodu pandemii COVID-19 | Odwołane z powodu pandemii COVID-19 | Odwołane z powodu pandemii COVID-19 | Odwołane z powodu pandemii COVID-19 |
| 2020-06-03 | 2020-06-06 | Anglia    | Women’s World 6-Reds Championship          | rankingowy    | Northern Snooker Centre                | Leeds     | Odwołane z powodu pandemii COVID-19 | Odwołane z powodu pandemii COVID-19 | Odwołane z powodu pandemii COVID-19 | Odwołane z powodu pandemii COVID-19 |
| 2020-06    | 2020-06    | Tajlandia | Mistrzostwa świata kobiet w snookerze 2020 | rankingowy    |                                        | Bangkok   | Odwołane z powodu pandemii COVID-19 | Odwołane z powodu pandemii COVID-19 | Odwołane z powodu pandemii COVID-19 | Odwołane z powodu pandemii COVID-19 |

| Turnieje rankingowe    |
| Turnieje nierankingowe |
| Turnieje drużynowe     |